# Lista de aves subfósseis
Para uma lista de aves fósseis conhecidas somente por registro fóssil, veja Lista de Aves Fósseis. Para aves que se extinguiram desde o ano de 1500 d.C., veja Lista de Aves Extintas.
Aves Subfósseis são táxons que se extinguiram antes de serem registradas pela ciência, ou mais precisamente antes de serem analisadas vivas por ornitologistas, ou naturalistas. Elas são conhecidas por material subfóssil, e algumas por histórias contadas por antepassados de povos que conviveram com certas espécies, como no caso da Águia-de-haast da Nova Zelândia e o povo Maori.

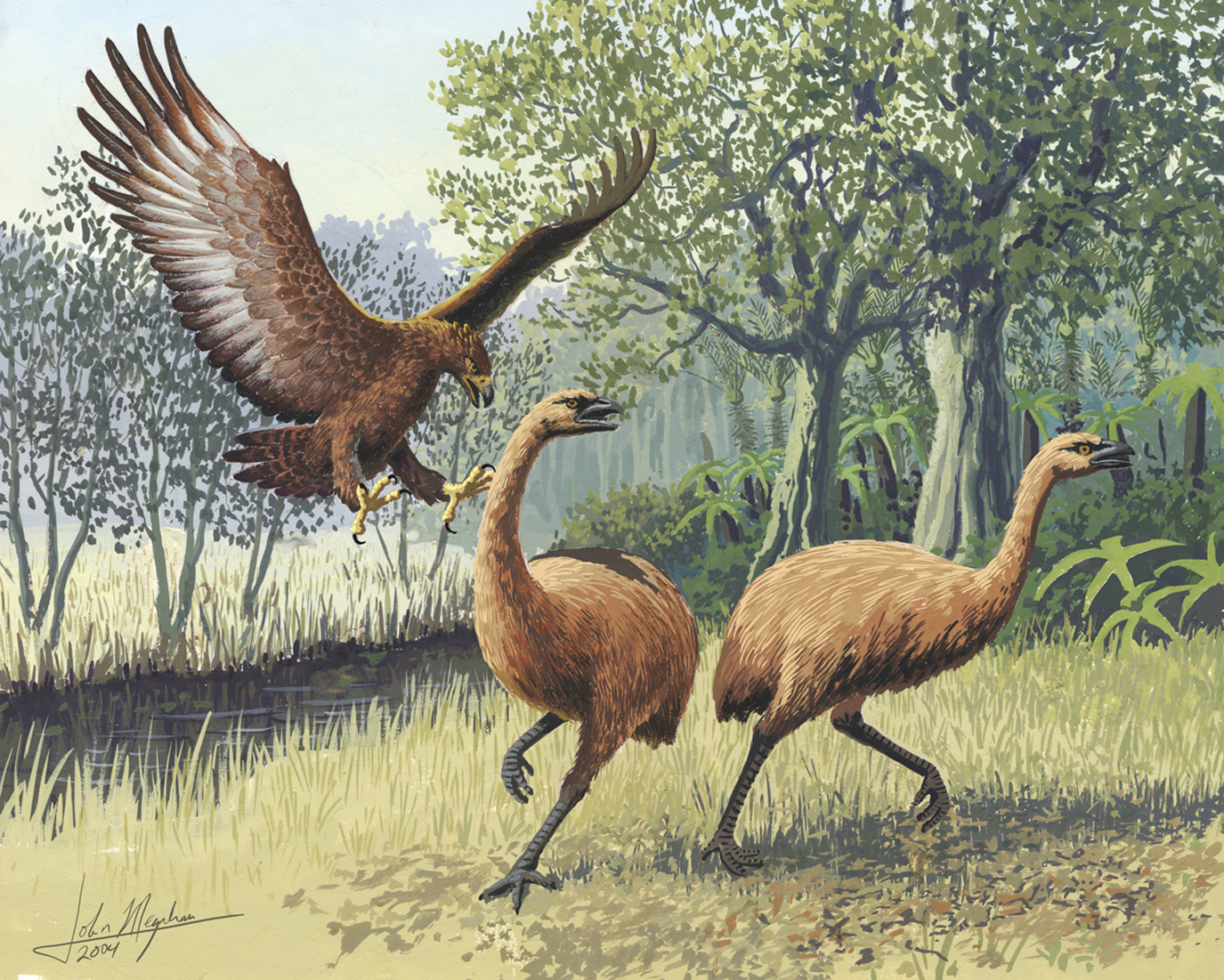
Representação artística de uma Águia-de-Haast atacando uma Moa

## Extinções de aves no final do Quaternário
Esta página lista os táxons de aves que se extinguiram antes que pudessem ser estudados pela ciência. Seus restos não estão completamente fossializados (subfóssil) e podem conter material orgânico para análises moleculares para prover pistas adicionais para resolver suas relações taxonômicas. Como estas extinções coincidem com a expansão do Homo sapiens através do globo, em muitos casos (mas não em todos) fatores antropogênicos podem ter tido papel crucial em suas extinções, seja pela caça, alteração de habitat ou introdução de predadores. É notável que grande número de espécies são de ilhas oceânicas, especialmente na Polinésia. Táxons de aves que evoluíram em ilhas oceânicas são geralmente mais vulneráveis á caça ou predação por ratos, gatos, cães ou porcos – animais comumente introduzido por humanos. Muitas dessas aves evoluíram em um ambiente ausente de mamíferos, e muitas dessas aves perderam a capacidade de vôo.
Os táxons desta lista se extinguiram no final do Quaternário – Holoceno e final do Pleistoceno - , antes do período global de exploração científica que inciou-se a partir de 1500 d.C. Mais precisamente, suas extinções coincidiram com a expansão do Homo sapiens , entre 40.000 a.C. e 1500 d.C.

## Lista taxonômica de aves pré-históricas do final do Quaternário
Todas as aves são Neornithes
Segue a classificação clássica (Ordens de Clement), exceto em algumas modificações

## Struthioniformes
- Família †Aepyornithidae
  - Gênero Aepyornis
    - Aepyornis hildebrandti (Madagascar)
    - Aepyornis maximus (Madagascar)
    - Aepyornis medius (Madagascar)
    - Aepyornis gracilis (Madagascar)

Mais de 4 espécies ainda não descritas são conhecidas, mas a taxonomia não foi totalmente resolvida. A. maximus e/ou A. medius provavelmente sobreviveram até os tempos históricos (>1500 d.C.).
- Família †Dinornithidae
  - Gênero Anomalopteryx

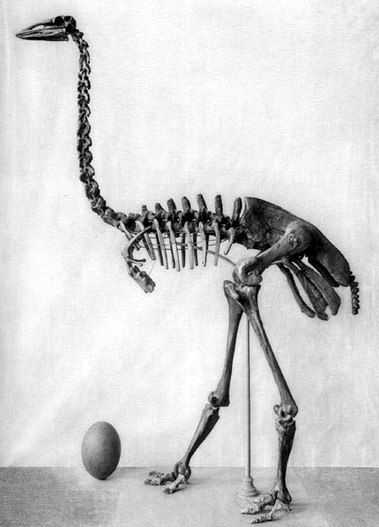
Aepyornis maximus

    - Anomalopteryx didiformis (Ilha do Sul, Nova Zelândia)

  - Gênero Euryapteryx
    - Euryapteryx curtus (Ilha do Norte, Nova Zelândia)
    - Euryapteryx geranoides (Ilha do Sul, Nova Zelândia)

  - Gênero Pachyornis
    - Pachyornis australis (Ilha do Sul, Nova Zelândia)
    - Pachyornis elephantopus (Ilha do Sul, Nova Zelândia)
    - Pachyornis cf. elephantopus (Ilha do Sul, Nova Zelândia)
    - Pachyornis mappini (Ilha do Norte, Nova Zelândia)
    - Pachyornis cf. mappini (Ilha do Norte, Nova Zelândia)

  - Gênero Dinornis
    - Dinornis novaezealandiae (Ilha do Norte, Nova Zelândia)
    - Dinornis robustus (Ilha do Sul, Nova Zelândia)
    - Dinornis cf. robustus (Ilha do Sul, Nova Zelândia)
    - Dinornis cf. robustus (Ilha do Sul, Nova Zelândia)

  - Gênero Emeus
    - Emeus crassus (Ilha do Sul, Nova Zelândia)

  - Gênero Megalapteryx
    - Megalapteryx benhami (Ilha do Sul, Nova Zelândia)
    - Megalapteryx didinus (Ilha do Sul, Nova Zelândia) – pode ter sobrevivido até os tempos históricos (< 1500 d.C.)
- Família Struthionidae
  -     - Struthio asiaticus (Ásia Central e China)
- Família Apterygidae
  -     - Apteryx sp. (Ilha do Sul, Nova Zelândia) – possivelmente pode ser sinônimo de outras espécies, como o de Okarito (Apteryx rowi), o de Haast (Apteryx australis ?) ou o da Ilha do Sul (Apteryx australis).

## Anseriformes
- Família †Dromornithidae
  - Gênero †Genyornis
    - Genyornis newtoni (Austrália)
- Família Anatidae
  - Gênero †Geochen
    - Geochen rhuax (Ilha Grande, Havaí)

  - Gênero †Cnemiornis
    - Cnemiornis calcitrans (Ilha do Sul, Nova Zelândia)
    - Cnemiornis gracilis (Ilha do Norte, Nova Zelândia)

  - †Pachyanas
    - Pachyanas chathamica (Ilhas Chatham)

  - †Centrornis
    - Centrornis majori (Madagascar)

  - †Chelychelynechen
    - Chelychelynechen quassus (Kaua'i, Havaí)

  - †Ptaiochen
    - Ptaiochen pau (Maui, Havaí)

  - †Thambetochen
    - Thambetochen chauliodous (Maui e Moloka‘i, Havaí)
    - Thambetochen xanion  (O'ahu, Havaí)

  - Gênero †Chendytes
    - Chendytes lawi (Califórnia e costas do sul de Oregon, e nas Ilhas do Canal)

  - Espécies extintas de gêneros viventes
    - Dendrocygna sp. (Aitutaki, Ilhas Cook)
    - Branta hylobadistes (Maui, possivelmente Kaua‘i e O‘ahu, Havaí)
    - Tadorna cf. variegata (Ilhas Chatham)
    - Alopochen sirabensis (Madagascar; pode ser uma subespécie ''Alopochen mauritianus'')
    - Malacorhynchus scarletti (Nova Zelândia)
    - Chenonetta finschi (Nova Zelândia, possivelmente sobreviveu até 1870)
    - Anas pachyscelus (lhas de Bermuda)
    - Anas cf. chlorotis (Ilhas Macquarie)
    - Mergus cf. australis (Ilhas Chatham)
    - Oxyura vantetsi (Ilha do Norte, Nova Zelândia)
    - Biziura delautouri (Nova Zelândia)
    - Subespécies extintas de espécies viventes
      - Cygnus atratus sumnerensis (Nova Zelândia, possivelmente Ilhas Chatham)
      - Anas chlorotis ssp. nov. (Ilhas Chatham)

  - Colocação não-resolvida
    - ?Branta sp. (Ilha Grande, Havaí)
    - Anatidae sp. et gen. indet.  (O'ahu, Havaí)
    - Anatidae sp. et gen. indet. (Kaua'i, Havaí)
    - Anatidae sp. et gen. indet. (Rota, Ilhas Marianas)
    - Anatidae sp. et gen. indet. (Kaua‘i, Havaí)

## Galliformes
- Família †Sylviornithidae
  - Gênero Sylviornis
    - Sylviornis neocaledoniae (Nova Caledônia, Melanésia)
- Família Megapodidae
  - Gênero †Megavitiornis
    - Megavitiornis altirostris (Viti Levu, Fiji)

  - Extinct species of extant genera
    - Megapodius alimentum (Tonga e Fiji)
    - Megapodius amissus (Viti Levu e possivelmente Kadavu, Fiji) – pode ter sobrevivido até o início do século XIX ou 20
    - Megapodius molistructor (Nova Caledônia e Tonga) – pode ter sobrevivido até o final do século XVIII
    - Megapodius sp. ('Eua, Tonga)
    - Megapodius sp. (Lifuka, Tonga) – pode ser sinônimo de M. alimentum ou M. molistructor
    - Megapodius sp. (Nova Irlanda, Melanésia)
    - Leipoa gallinacea (Progura gallinacea e Progura naracoortensis são sinônimos) (Austrália)
- Família Phasianidae
  - Espécies extintas de gêneros viventes
    - Coturnix gomerae (Ilhas Canárias)

## Charadriiformes
- Família Laridae
  - Espécies extintas de gêneros viventes
    - Larus utunui (Huahine, Ilhas da Sociedade)
    - Larus sp. (Kaua'i, Havaí)
    - Larus sp. (Santa Helena, Atlântico) – pode ser uma espécie vivente
- Família Charadriidae
  - Espécies extintas de gêneros viventes
    - Vanellus madagascariensis (Madagascar)
- Família Alcidae
  - Espécies extintas de gêneros viventes
    - Fratercula dowi (Ilha do Canal)
- Família Scolopacidae
  - Espécies extintas de gêneros viventes
    - Prosobonia sp. (Ilha de Henderson)
    - Prosobonia sp. (Mangaia, Ilhas Cook)
    - Prosobonia sp. (Ua Huka, Ilhas Marquesas)
    - Coenocorypha chathamensis (Ilhas Chatham)
    - Coenocorypha miratropica (Viti Levu, Fiji)
    - Coenocorypha sp. (Nova Caledônia, Melanésia)
    - Coenocorypha sp. (Ilha de Norfolk)
    - Gallinago sp. (Cayman Brac, Ilhas Caimão)
    - Gallinago sp. (Cuba)
    - Gallinago sp. (Bahamas)
    - Scolopax anthonyi

## Gruiformes
- Família Rallidae - Rails
  - Gênero †Capellirallus
    - Capellirallus karamu (Ilha do Norte, Nova Zelândia)

  - Gênero †Vitirallus
    - Vitirallus watlingi (Viti Levu, Fiji)

  - Gênero †Hovacrex
    - Hovacrex roberti (Madagascar)

  - Gênero †Nesotrochis
    - Nesotrochis debooyi (Porto Rico e Ilhas Virgens) – pode ter sobrevivido até os tempos históricos (< 1500 d.C.)
    - Nesotrochis steganinos (Haiti)
    - Nesotrochis picapicensis (Cuba)

  - Espécies extintas de gêneros viventes
    - Porphyrio kukwiedei (Nova Caledônia, Melanésia) – pode ter sobrevivido até os tempos históricos (< 1500 d.C.)
    - Porphyrio mantelli (Ilha do Norte, Nova Zelândia
    - Porphyrio mcnabi (Huahine, Ilhas da Sociedade)
    - Porphyrio paepae (Hiva Oa e Tahuata, Ilhas Marquesas) – pode ter sobrevivido até o final do século XIX
    - Porphyrio sp. (Buka, Ilhas Salomão)
    - Porphyrio sp. (Nova Irlanda, Melanésia)
    - ?Porphyrio sp. (Mangaia, Ilhas Cook) – caso o gênero Pareudiastes seja aceito, esta espécie provavelmente pertença a ele
    - Porphyrio sp. (Nova Irlanda, Melanésia)
    - Porphyrio sp. (Ilha de Norfolk)
    - Porphyrio sp. (Rota, Ilhas Marianas)
    - Rallus eivissensis (Ilha de Ibiza, Mediterrâneo)
    - Nesoclopeus sp. (Lifuka, Tonga)
    - Gallirallus epulare (Nuku Hiva, Ilhas Marquesas)
    - Gallirallus gracilitibia (Ua Huka, Ilhas Marquesas)
    - Gallirallus huiatua (Niue, Ilhas Cook)
    - Gallirallus ripleyi (Mangaia, Ilhas Cook)
    - Gallirallus roletti (Tahuata, Ilhas Marquesas)
    - Gallirallus storrsolsoni (Huahine, Ilhas da Sociedade)
    - Gallirallus vekamatolu ('Eua, Tonga)
    - Gallirallus cf. owstoni (Ilhas Marianas)
    - Gallirallus sp. (Nova Irlanda, Melanésia)
    - Gallirallus sp. (Ilha de Norfolk) - may have survived to the 19th century
    - ?Gallirallus sp. (Ilhas Marquesas)
    - Porzana ralphorum (O'ahu, Havaí)
    - Porzana severnsi (Maui, Havaí)
    - Porzana rua (Mangaia, Ilhas Cook)
    - Porzana menehune (Moloka'i, Havaí)
    - Porzana ziegleri (O'ahu, Havaí)
    - Porzana keplerorum (Maui, Havaí)
    - Porzana sp. (Ilha da Páscoa)
    - Porzana sp. (Ilha Grande, Havaí)
    - Porzana sp. (Kaua'i, Havaí)
    - Porzana sp. (Huahine, Ilhas da Sociedade)
      1. 2, Porzana sp. (Mangaia, Ilhas Cook)

    - Porzana sp. (Ua Huka, Ilhas Marquesas)
    - Porzana sp. (Ilhas Marianas) – possivelmente 2 espécies
    - Porzana sp. (Kaua'i, Havaí)
    - Porzana sp. (Maui, Havaí)
    - Porzana sp. (Ilha Grande, Havaí)
    - Gallinula hodgenorum (Nova Zelândia)
    - ?Gallinula sp. (Viti Levu, Fiji) – deve também ser separada no gênero Pareudiastes, se este for considerado válido, ou então em outro novo gênero
    - Fulica chathamensis (Ilhas Chatham)
    - Fulica prisca (Nova Zelândia)

  - Colocação não-resolvida
    - Rallidae gen. et sp. indet. (Barbados) - anteriormente Fulica podagrica (partim)
    - Rallidae gen. et sp. indet. (Ilha da Páscoa)
    - Rallidae gen. et sp. indet. (Fernando de Noronha, Atlântico) – pode ter sobrevivido até os tempos históricos (< 1500 d.C.)
- Família Gruidae
  - Espécies extintas de gêneros viventes
    - Grus cubensis (Cuba)
- Família †Aptornithidae
  - Gênero Aptornis
    - Aptornis otidiformis (Ilha do Norte, Nova Zelândia)
    - Aptornis defossor (Ilha do Sul, Nova Zelândia)
- Família Rhynochetidae
  - Espécies extintas de gêneros viventes
    - Rhynochetos orarius (Nova Caledônia, Melanésia)

## Ciconiiformes
- Família Ardeidae
  - Espécies extintas de gêneros viventes
    - Ardea bennuides (Emirados Árabes Unidos)
    - Nycticorax sp. ('Eua, Tonga)
    - Nycticorax sp. (Lifuka, Tonga) – pode ser a mesma espécie de ‘Eua
    - Nycticorax kalavikai (Niue, Ilhas Cook)

  - Colocação não resolvida
    - Ardeidae gen. et sp. indet. (Ilha da Páscoa)
- Família Threskiornithidae
  - Gênero †Apteribis
    - Apteribis brevis (Maui, Havaí)
    - Apteribis glenos (Moloka'i, Havaí)
    - Apteribis sp. (Maui, Havaí)

  - Gênero †Xenicibis
    - Xenicibis xympithecus (Jamaica)

- Família †Teratornithidae
  - Gênero Teratornis

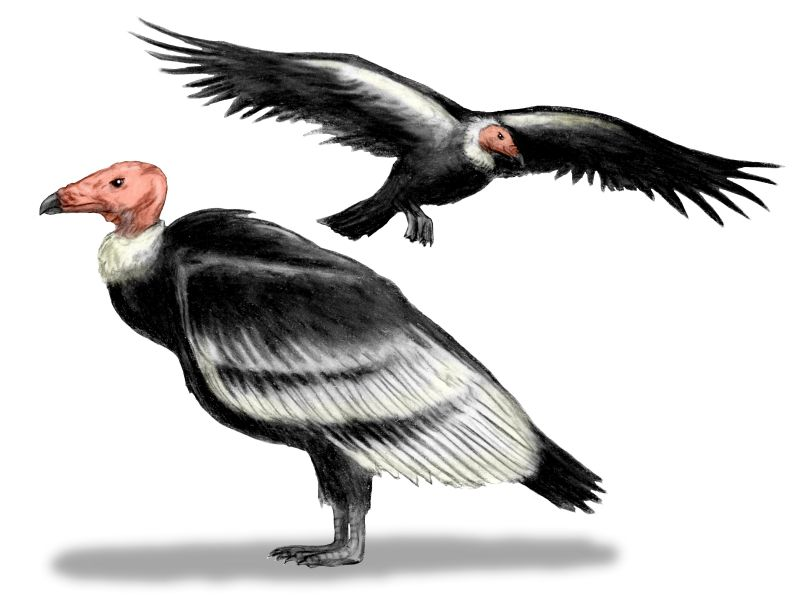
Teratornis merriami

    - Teratornis merriami (sudoeste e sul dos Estados Unidos da América)
- Família Cathartidae
  - Espécies extintas de gêneros viventes
    - Coragyps occidentalis (sudoeste e oeste dos Estados Unidos da América)

  - Colocação naõ resolvida
    - ?Cathartes sp. (Cuba)

## Pelecaniformes
- Família Sulidae
  - Subespécie extinta de uma espécie vivente
    - Papasula abbotti costelloi (Ua Huka, Ilhas Marquesas)

## Procellariiformes
- Família Procellariidae
  - Espécies extintas de gêneros viventes
    - Puffinus holeae (Fuerteventura, Ilhas Canárias, e costa Atlântica da península Ibérica)
    - Puffinus olsoni (Ilhas Canárias)
    - Puffinus spelaeus (Ilha do Sul, Nova Zelândia)
    - Puffinus sp. (Menorca, Ilhas Baleares) – possivelmente uma população extinta de uma espécie vivente
    - Pterodroma jugabilis (O'ahu, Havaí)
    - Pterodroma sp. (El Hierro, Ilhas Canárias) - possivelmente uma população extinta de uma espécie vivente
    - Pterodroma sp. (Ilhas Chatham)
    - Pterodroma sp. (Ilha de Henderson)

  - Placement unresolved
    - Procellariidae sp. (Ilha da Páscoa) - possivelmente uma população extinta de uma espécie vivente

## Sphenisciformes
- Família Spheniscidae
  - Espécies extintas de gêneros viventes
    - Eudyptes sp. (Ilhas Chatham) – possivelmente sobreviveu até 1867

## Columbiformes
- Família Columbidae
  - Gênero †Dysmoropelia
    - Dysmoropelia dekarchiskos (Santa Helena, Atlântico) – pode ter sobrevivido até o século XVI

  - Gênero †Natunaornis
    - Natunaornis gigoura (Viti Levu, Fiji)

  - Espécies extintas de gêneros viventes
    - Macropygia arevarevauupa (Huahine, Ilhas da Sociedade)
    - Macropygia heana (Ilhas Marquesas)
    - Geotrygon larva (Porto Rico)
    - Gallicolumba nui (Ilhas Marquesas e Cook)
    - Gallicolumba leonpascoi (Ilha de Henderson)
    - Gallicolumba longitarsus (Nova Caledônia)
    - Gallicolumba sp. (Huahine, Ilhas da Sociedade) - G. nui?
    - Gallicolumba sp. (Mangaia, Ilhas Cook) - G. nui?
    - Gallicolumba sp. (Rota, Ilhas Marianas)
    - Didunculus placopedetes (Tonga)
    - Caloenas canacorum (Nova Caledônia, Tonga)
    - Ducula harrisoni (Ilha de Henderson)
    - Ducula lakeba (Lakeba, Fiji)
    - Ducula david ('Eua, Tonga, e Ilha de Wallis)
    - Ducula sp. ('Eua, Foa e Lifuka, Tonga) – pode ser D. david, D. lakeba ou realmente uma nova espécie
    - Ducula cf. galeata (Ilhas Cook) – possivelmente uma nova espécie
    - Ducula cf. galeata (Ilhas da Sociedade) – possivelmente uma nova espécie
    - Ducula sp. (Viti Levu, Fiji) – pode ser D. lakeba
    - Ptilinopus sp. (Tubuai, Ilhas Austrais)

  - Colocação não resolvida
    - Columbidae gen. et sp. indet. (Ilha de Henderson)

## Psittaciformes
- Família Cacatuidae
  - Espécies extintas de gêneros viventes
    - Cacatua sp. (Nova Caledônia)
    - Cacatua sp. (Nova Irlanda, Melanésia)
- Família Psittacidae
  - Espécies extintas de gêneros viventes
    - Vini sinotoi (Ilhas Marquesas)
    - Vini vidivici (Mangaia, Ilhas Cook, e Ilhas Marquesas)
    - Nestor sp. (Ilhas Chatham)
    - Eclectus infectus (Tonga, Vanuatu, e possivelmente Fiji) – pode ter sobrevivido até o século XIX
    - Ara autocthones (Saint Croix)

  - Subespécie extinta de uma espécie vivente
    - Amazona vittata subsp. indet.

  - Colocação não resolvida
    - Psittacidae gen. et sp. indet. 1 (Ilha da Páscoa)
    - Psittacidae gen. et sp. indet. 2 (Ilha da Páscoa)
    - Psittacidae gen. et sp. indet. (Rota, Ilhas Marianas)

## Cuculiformes
- Família Cuculidae
  - Espécies extintas de gêneros viventes
    - Eudynamis cf. taitensis
    - Coua primaeva (Madagascar)
    - Coua berthae (Madagascar)
    - Subespécie extinta de uma espécie vivente
      - Geococcyx californianus conklingi (sudoeste da América do Norte)

## Falconiformes
- Família Accipitridae
  - Gênero †Gigantohierax
    - Gigantohierax suarezi (Cuba)

  - Gênero †Titanohierax
    - Titanohierax gloveralleni (Bahamas)
    - Titanohierax sp. (Hispaniola)

  - Gênero †Harpagornis
    - Harpagornis moorei (Ilha do Sul, Nova Zelândia)

  - Espécies extintas de gêneros viventes
    - Accipiter efficax (Nova Caledônia, Melanésia)
    - Accipiter quartus (Nova Caledônia, Melanésia)
    - Accipiter sp. 1 (Nova Irlanda, Melanésia)
    - Accipiter sp. 2 (Nova Irlanda, Melanésia)
    - Aquila sp. (Madagascar)
    - Buteogallus borrasi (Cuba) – anteriormente uma Aquila/Titanohierax
    - Circus dossenus (Moloka‘i, Havaí)
    - Circus eylesi (Nova Zelândia)
    - Um subfóssil de (Haliaeetus) de Maui pode ser uma espécie válida ou uma subespécie
    - Stephanoaetus mahery (Madagascar)
- Família Falconidae
  - Espécies extintas de gêneros viventes
    - Polyborus creightoni (Bahamas e Cuba) – pode ser sinônimo de P. latebrosus
    - Polyborus latebrosus (Porto Rico)
    - Milvago carbo (Cuba)
    - ?Milvago sp. (Jamaica)
    - Falco kurochkini (Cuba)

## Caprimulgiformes
- Família Caprimulgidae
  - Espécies extintas de gêneros viventes
    - Siphonorhis daiquiri (Cuba) – possivelmente vivente

## Aegotheliformes
- Família Aegothelidae
  - Espécies extintas de gêneros viventes
    - Aegotheles novaezealandiae (Nova Zelândia) - anteriormente Megaegotheles

## Apodiformes
- Família Apodidae
  - Espécies extintas de gêneros viventes
    - Aerodramus manuoi (Mangaia, Ilhas Cook) - anteriormente Collocalia

## Coraciiformes
- Família Bucerotidae
  - Espécies extintas de gêneros viventes
    - Aceros sp. (Lifou, Ilhas da Lealdade)

## Strigiformes
- Família Strigidae
  - Gênero †Grallistrix
    - Grallistrix auceps (Kaua'i, Havaí)
    - Grallistrix erdmani (Maui, Havaí)
    - Grallistrix geleches (Moloka'i, Havaí)
    - Grallistrix orion (O'ahu, Havaí)

  - Gênero †Ornimegalonyx
    - Ornimegalonxy oteroi (Cuba)
    - Ornimegalonyx sp. – provavelmente subespécie de O. oteroi

  - Espécies extintas de gêneros viventes
    - Athene cretensis (Crete, Mediterrâneo)
    - Ninox cf. novaeseelandiae (Nova Caledônia, Melanésia) – possivelmente vivente

  - Colocação não resolvida
    - Strigidae gen. et sp. indet. (Ibiza, Mediterrâneo)
- Família Tytonidae
  - Espécies extintas de gêneros viventes
    - Tyto cavatica (Porto Rico) – pode ter sobrevivido até 1912
    - ?Tyto letocarti (Nova Caledônia, Melanésia)
    - Tyto melitensis (Malta, Mediterrâneo) - possivelmente paleosubespécie de Tyto alba
    - Tyto noeli (Cuba)
    - Tyto ostologa (Hispaniola)
    - Tyto pollens (Andros, Bahamas)
    - Tyto riveroi (Cuba)
    - Tyto neddi (Barbuda)
    - Tyto sp. (Antigua)
    - Tyto cf. novaehollandiae (Mussau, Melanésia)
    - Tyto cf. novaehollandiae (Nova Irlanda, Melanésia)
    - Tyto cf. alba/aurantiaca (Nova Irlanda, Melanésia)
    - Tyto sp. (Cuba)

## Passeriformes
- Colocação não resolvida
  - Passeriformes gen. et sp. indet. (Kaua'i, Havaí)
  - Passeriformes gen. et sp. indet. (Kaua'i, Havaí)
- Família Acanthisittidae
  - Gênero †Pachyplichas
    - Pachyplichas yaldwyni (Ilha do Norte, Nova Zelândia)
    - Pachyplichas jagmi (Ilha do Sul, Nova Zelândia) – pode ser uma subespécie de P. yaldwyni

  - Gênero †Dendroscansor
    - Dendroscansor decurvirostris (Ilha do Sul, Nova Zelândia)
    - Subespécie extinta de espécie vivente
      - Xenicus gilviventris ssp. nov. (Ilha do Norte, Nova Zelândia)

- Família Meliphagidae
  - Espécies extintas pré-historicamente de gênero recém extinto
    - Chaetoptila cf. angustipluma (O'ahu e Maui, Havaí)
    - ?Chaetoptila sp. (Maui, Havaí)

- Família Corvidae
  - Espécies extintas de gêneros viventes
    - Corvus moriorum (Ilhas Chatham)
    - Corvus impluviatus (O'ahu, Havaí)
    - Corvus antipodum (Nova Zelândia)
      - Corvus antipodum antipodum (Ilha do Norte, Nova Zelândia)
      - Corvus antipodum pycrafti (Ilha do Sul, Nova Zelândia)

    - Corvus viriosus (O'ahu e Moloka'i, Havaí)
    - Corvus sp. (Nova Irlanda, Melanésia)
    - Corvus pumilis (Porto Rico e St Croix) – provavelmente uma subespécie de C. nasicus ou C. palmarum

- Família Sturnidae
  - Espécies extintas de gêneros viventes
    - Aplonis diluvialis (Huahine, Ilhas da Sociedade)

- Família Sylviidae
  - Espécies extintas de gêneros viventes
    - Cettia sp. ('Eua, Tonga)

- Família Zosteropidae
  - Colocação não resolvida
    - Zosteropidae gen. et sp. indet. ('Eua, Tonga)

- Família Turdidae
  - Espécies extintas de gêneros viventes
    - Myadestes cf. lanaiensis (Maui, Havaí) – pode ter sobrevivido até o século XIX

- Família Fringillidae
  - Espécies extintas de gêneros viventes
    - Carduelis triasi (La Palma, Ilhas Canárias)

- Família Drepanididae
  - Gênero †Orthiospiza
    - Orthiospiza howarthi (Maui, Havaí)

  - Gênero †Xestospiza
    - Xestospiza conica (Kaua'i e O'ahu, Havaí)
    - Xestospiza fastigialis (O'ahu, Maui e Moloka'i, Havaí )

  - Gênero †Vangulifer
    - Vangulifer mirandus (Maui, Havaí)
    - Vangulifer neophasis (Maui, Havaí)

  - Gênero †Aidemedia
    - Aidemedia chascax (O'ahu, Havaí)
    - Aidemedia zanclops (O'ahu, Havaí)
    - Aidemedia lutetiae (Maui e Moloka'i, Havaí)

  - Espécies extintas pré-historicamente de gêneros viventes ou recém extintos
    - Telespiza persecutrix (Kaua'i e O'ahu, Havaí)
    - Telespiza ypsilon (Maui e Moloka'i, Havaí)
    - Telespiza cf. ypsilon (Maui, Havaí)
    - Loxioides kikuichi (Kaua'i, Havaí) – possivelmente sobreviveu até o início do século XVIII
    - Rhodacanthis forfex (Kaua'i e Maui, Havaí)
    - Rhodacanthis litotes (O'ahu e Maui, Havaí)
    - Chloridops wahi (O'ahu e Maui, Havaí)
    - Chloridops regiskongi (O'ahu, Havaí)
    - Chloridops sp. (Kaua'i, Havaí) – pode ser sinônimo de Chloridops wahi
    - Chloridops sp. (Maui, Havaí)
    - Hemignathus vorpalis (Ilha Grande, Havaí)
    - Hemignathus upupirostris – algumas vezes no gênero Akialoa (Kaua'i e O'ahu, Havaí)
    - Ciridops tenax (Kaua'i, Havaí)
    - Ciridops cf. anna (Moloka'i, Havaí)
    - Ciridops sp. (O'ahu, Havaí)

  - Colocação não resolvida
    - Drepanididae gen. et sp. indet. (Maui, Havaí) – ao menos 3 espécies
    - Drepanididae gen. et sp. indet. (O'ahu, Havaí)

- Família Emberizidae
  - Gênero †Pedinornis
    - Pedinornis stirpsarcana (Porto Rico)

  - Espécies extintas de gêneros viventes
    - Emberiza alcoveri (Tenerife, Ilhas Canárias)

- Família Hirundinidae
  -     - Subespécie extinta de uma espécie vivente
      - Hirundo tahitensis ssp. nov. (Ilha de Henderson)

- Família Estrildidae
  - Espécies extintas de gêneros viventes
    - Erythrura sp. (Rota, Ilhas Marianas)